# Dalia Reyes Barrios
Dalia Reyes Barrios (Maracaibo, Venezuela; 22 de septiembre de 1957), también conocida como Dalia Cordero Casal, es una arquitecta, coleccionista de arte, filántropa y socialité venezolana.

## Biografía
Dalia de origen Estado zuliano, es cofundadora de dos instituciones de arte, el Museo de Arte Acarigua Araure (1987) y el Venezuelan American Endowment for the Arts (VAEA) en Nueva York en 1990. También fue presidenta de Fundación Juvenil Venezolana (1980 - 1994). Dalia ha sido fotografiada por Edward Mapplehtorpe, Andy Warhol, Arnold Newman, Margarita Scannone, Memo Vogeler entre otros.
Estuvo casada con el empresario Alí Cordero Casal, la pareja tuvo tres hijas durante su matrimonio. Ella y su exmarido, Ali Cordero Casal, están incluidos en los coleccionistas de arte más importantes de la revista Art & Auction.